# Chicote Negro
Chicote Negro (Whiplash, em inglês) é um vilão das histórias em quadrinhos norte-americanas da Marvel Comics, criado por Stan Lee e Gene Colan em janeiro de 1968, primitivamente como um inimigo do Homem de Ferro. Sua primeira aparição foi na revista Tales of Suspense nº 97.

## Biografia do personagem
Mark Scarlotti era um jovem brilhante e de futuro promissor. Se formando com honras na faculdade e com um ótimo emprego nas indústrias Stark, Scarlotti era, definitivamente, um jovem honrado. Porém tudo foi por água a baixo quando este se envolveu com as pessoas erradas, que lhe deixaram completamente ambicioso. Eventualmente, Mark trabalhou no desenvolvimento de armas, primeiramente para a Maggia, e em seguida para si mesmo, tornando-se, assim, um criminoso conhecido por "Whiplash".
Seu primeiro teste como inimigo da lei o pôs contra o Homem de Ferro, que o destruiu sem muita dificuldade. Scarlotti, sofrendo derrota após derrota diante de seu inimigo blindado, atualiza o seu equipamento e assume um novo apelido, "Blacklash". Apesar de sua aparência ter mudado, seu histórico apenas piorou, sofrendo diversas outras derrotas perante o seu arqui-inimigo. Desapontado, ele volta a sua terra natal, onde pensa em desistir da carreira criminosa e começar uma nova vida, com um trabalho honesto e legítimo, fato este que não foi concretizado devido a sua ficha criminosa, publicamente conhecida, que o impediu de ser contratado em qualquer trabalho. Irritado, Mark vai à padaria de seus pais na esperança de conseguir um pequeno emprego, porém este é negado pelo seu pai e pela sua mãe, que lhe dá às costas, fazendo com que seu filho se torne uma grande piada. Seu único amigo era um antigo companheiro de escola, Krusty, que viria a se tornar policial.
Sem oportunidades de emprego, Scarlotti faz um acordo com a Maggia, que lhe pede que assassine um cientista. Chegando à convenção onde o cientista estava presente, Mark se depara com o Homem de Ferro e o Homem-Aranha, que o levam à prisão depois de saberem de suas verdadeiras intenções. Assim, sua mãe passa a não querer mais ter alguma ligação com ele, a multidão o passou a odiá-lo mais que anteriormente e ele fica enfurecido com tudo isso, se tornando ainda mais ordinário e vingativo. Logo em seguida, se apoderando do traje de Chicote Negro, o vilão faz um acordo com Justin Hammer, outro rival de Tony Stark, que o transforma em um de seus empregados. Sua primeira missão, junto ao vilão Rhino, foi a de matar um agente corrupto que o levou a ter um breve confronto com o Homem-Aranha, esta cumprida com êxito. Após um grande número de assassinatos, mutilações e roubos feitos pelo antagonista a serviço de Justin Hammer, Scarlotti é pego em uma armadilha feita pelo personagem Bullet, tendo que ser hospitalizado. Ao voltar para o hotel onde estava hospedado, encontra a sua esposa Trudy morta por Shatter-Head. Blacklash o mata, mas vê uma outra adversária, Elektra, a sua frente. Indisposto e completamente enfraquecido ao ver sua amada morta, ele não tem nenhuma reação, mas, se sensibilizando ao ver Mark naquele estado, a assassina não aproveita a situação e, em vez de matá-lo, o consola. Na sua última batalha, é morto pelo Homem de Ferro.

## Poderes e habilidades
O Whiplash usa duas manoplas contendo três molas omnium com cabos de aço retrátil do tipo whip-like em cada um dos seus braços. Cada cabo pode estender o comprimento máximo de cerca de 25 metros e contém farpas de adamantium com agulhas afiadas na ponta. Ela veste um traje acolchoado de tecido elástico sintético atado com kevlar no estofamento do ombro, couro e couraças de aço e máscara, que ela fornece alguma proteção contra danos físicos.
Ele possui vasta experiência em combate corpo a corpo, além da experiência no uso dos chicotes elétricos. O Whiplash anônimo não tinha nenhuma habilidade aparente sobre-humana, e contou com um chicote avançada energizado.
O quarto Whiplash possui uma armadura equipada com dois chicotes de energia incorporada nos punhos. Os chicotes são mostrados para ser poderoso o suficiente para cortar através de uma escada de metal, bem como desviar de uma barragem de tiros. Ele também é um atleta habilidoso e possui um profundo conhecimento de robótica, o suficiente para que ele foi replicar uma das várias tecnologias de Stark, que é um núcleo central de energia similar ao usado nas armaduras do herói Stark.

## Outras mídias

### Televisão
O vilão apareceu na versão de 1994 do desenho animado Iron Man e no desenho Iron Man: Armored Adventures, em 2009.

### Cinema
No filme Homem de Ferro 2, o personagem é interpretado pelo ator Mickey Rourke. No filme, o alter-ego do Chicote Negro é Ivan Vanko (uma referência a Anton Vanko, o Dínamo Vermelho original; esta versão do personagem é uma mistura dos dois vilões), o filho de um velho conhecido de Howard Stark.

### Jogos
Aparece também no jogo Iron Man, de 2008.